# یاسوهارو تاکاناشی
یاسوهارو تاکاناشی (انگلیسی: Yasuharu Takanashi؛ زادهٔ ۱۳ آوریل ۱۹۶۳) آهنگساز اهل ژاپن است.